# Silca
Silca est une municipalité du Honduras située dans le département d'Olancho.
La municipalité comprend 6 villages et 68 hameaux. Elle est fondée en 1878.
La population était de 7 901 habitants en 2001.